# Pap Gyula (festő)

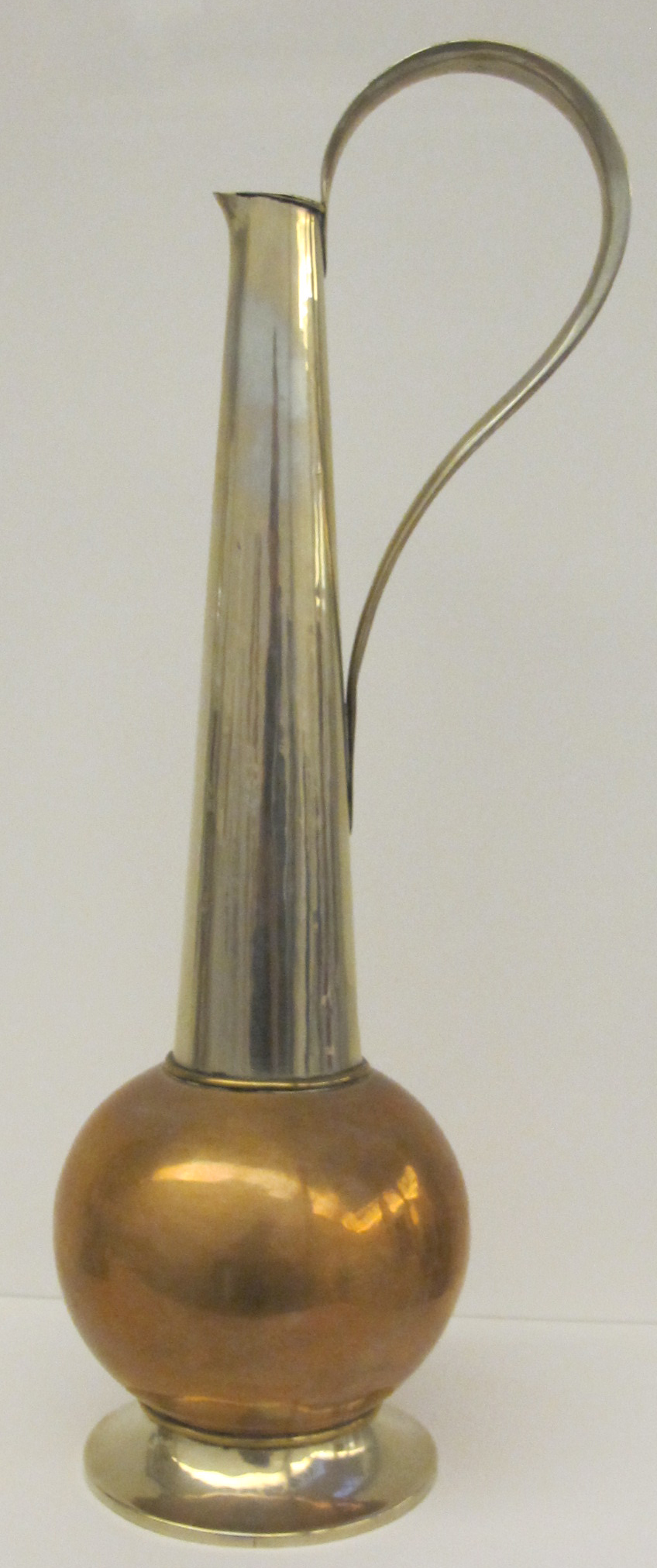
1923

Pap Gyula (Orosháza, 1899. november 10. – Budapest, 1983. szeptember 24.) festőművész, grafikus, iparművész, művészpedagógus és fotográfus.

## Pályafutása
Pap (Kohn) Ignác baromfikereskedő és Polák Hani gyermekeként született. Gyermekéveit Orsován és Temesvárott töltötte, majd 1912-ben szüleivel Bécs környékére költöztek. 1914/15-ben beiratkozott a bécsi K. u. K. Graphische Lehr- und Versuchsanstalt grafikai intézetbe, ahol már a 19. század végétől tanították a fotózás (akkori) technikáit, közben cinkográfiával foglalkozott egy üzemben. 
1917-ben behívták katonának és a temesvári 61-es gyalogezreddel a doberdói fronton harcolt, így tanulmányait meg kellett szakítania.
A háború után, 1918-ban néhány hónapig a budapesti Iparművészeti Iskola hallgatójaként mestere Haranghy Jenő volt. 1919-ben Bécsbe utazott azzal a szándékkal, hogy Johannes Itten magániskolájában tanuljon, de Itten Weimarba távozása miatt az iskola megszűnt. 1920-ban rendezte meg első kiállítását, mely a háború nyomorúságairól szólt. Megismerkedett Uitz Bélával és Berény Róberttel, s a Der Sturm körüli művészcsoport törekvéseihez szegődött. 
1920–1923 között Weimarban a Walter Gropius által vezetett Állami Bauhaus művészeti iskola fémműves szakának volt hallgatója. 1923-tól Kolozsvárott és Nagyszebenben litográfiával foglalkozott, festett és fotózott is, 1926-ig. Kiadta Élettudomány címmel a természetes életmóddal foglalkozó lapját. 
Ekkor Johannes Itten tanárnak hívta meg Berlinben alapított új művésziskolájába, a Moderne Kunstschuléba (1929-től Ittenschule), ahol egészen 1934-ig oktatott. 1933 körül Moholy-Nagy Lászlóval együttműködve reklámgrafikákat készített. 1933-ban grafikai munkásságával Utrechtben és Hágában mutatkozott be. 
1934-ben visszatért Magyarországra, Budapesten telepedett le, az 1930-as évek második felében a Goldberger Gyár textiltervezője lett. Kassák Lajos Munkakörének munkásművészeit is tanította. 1946 és 1949 között a Nagymaroson működő Nagy Balogh festőiskola és népi kollégium szervezője és igazgatója volt. Tagja volt a Szocialista Képzőművészek Csoportjának is. 
1949–1962 között a Képzőművészeti Főiskolán tanított, művészgenerációk nőttek fel keze alatt.
Felesége Haulisch Lenke (Salgótarján, 1930. január 28.) művészettörténész.

## Művészete

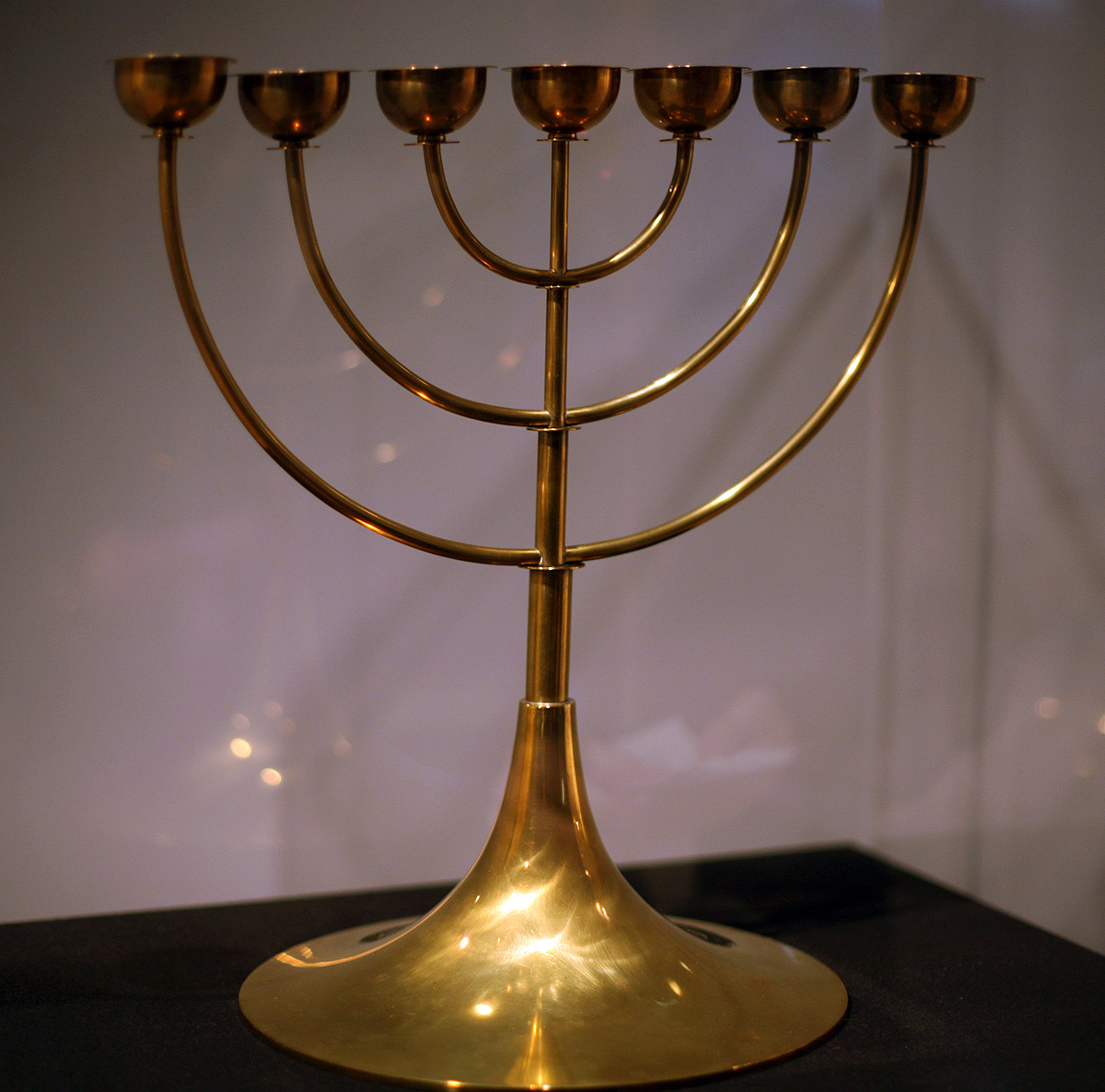
Menóra a New York-i Zsidó Múzeumban

Nem tartozott egyetlen stíluskategóriába. Kezdetben az avantgárd és a Bauhaus szellemisége hatotta át grafikáit, tárgytervezését. Weimarban töltött időszakának első felében réz, vörösréz és ezüst kombinációjából készített vázákat, kannákat. 1922 körül keletkezett fémtárgyai (elektromos szamovár fémből és üvegből, szórtfényű állólámpa) már a modern formatervezés irányába mutatnak. Egyik legkorábbi fennmaradt munkája az Öreg nő című, finom hidegtűrajza némi szecessziós jelleget is mutat. Az 1920-as évek elejétől festett. Az évtized második felétől festészetét szigorúbb, mértanias formavilág és keményebb képszerkezet jellemzi (a Figyelő-önarckép, 1926 körül). 1928–1930 közötti alkotásain a tárgyi formák körvonalait elmosódottabbá, szürreális hatásúvá teszi a belsejükből sugárzó fény (Vonzódás; Látomás, 1930 körül). 1934 körül kialakult egyéni festői stílusa, amely a nagy, összefoglaló formákon alapult (Figyelő, Pihenő táncos, Öreg halász), később víziós, szürrealisztikus vonásokkal bővült (Áramlás, Korall). 1934–45 között állandóan járta a vidéket, s a hazai és a környező embereket és tájakat festette (Olvasó nő, Gondolkodó parasztember, Aratók, Kohászok, Alkony a Kárpátokban, Gyermekével játszó anya), Szentendre, Zebegény és a Dunakanyar környékét. Tájképfestészete is megváltozott, erőteljes kontúrokkal formálta meg a látványt (Dunakanyar, 1948). Táj- és csendéletképei mellett kedves témája volt a fizikai munkát végző ember mozgásának ábrázolása. Az 1940-es évektől kemény, kétkezi munkát végző emberek: a kohómunkások, kovácsok realista ábrázolása vált egyik kedvelt témájává, üzemekben festett (Kovácsok, 1945; Nagykalapács, 1950). Ekkor alakult ki erősen konstruktív szerkezetű, ugyanakkor dinamikus, erős kontúrú művészete, mely alakos kompozícióiban monumentális hatásúvá teljesedett. Kassák Lajos Munkakörének munkásművészeit is tanította. 1946–49 között a Nagymarosi Népi Kollégium és Festőiskola szervezője és igazgatója volt, festészete újabb, erőteljes vonásokkal gyarapodott (Szüret, Aratás). Az ötvenes évek második felétől pályája végéig nagy szerepet kaptak életművében a tájképek és csendéletek, így a Tenger sorozata, mely egy időben indult a nemzetközi ökológiai mozgalmakkal. Az 1960-as évektől éppúgy alkotott játékos, a nonfiguratív eszköztárból vett elemeket is felhasználó, ritmikus hatású kompozíciókat (pl. Perui dal, pasztell, 1962), mint virágcsendéleteket vagy örökérvényű szimbólumokra épülő műveket. Festészete az 1970-es évektől játékosabbá vált, újra nagyobb szerepet kaptak benne az elvont, ritmikus formák.
Műtermében oktatott is, és növendékeinek műterem kiállításokat rendezett.
Pap Gyula alkotó művészetének egyik fontos terrénuma volt a fényképezés. Korán, még gyermekként készítette első felvételeit Bécs környékén, majd az I. világháború alatt, katonaként.
Weimari tanulmányait befejezve, 1924-ben a Dél-Alföldön és a Bánátban készített fotósorozatot, s itt keletkeztek „szociografikus” képei, melyeken temesvári emberek (magyar, román, sváb, cigány) életmódját örökítette meg. 1926–1933 között a berlini Itten Schule tanáraként az úgynevezett Bauhaus-fotózást gazdagította. 1934 elején Magyarországra visszatelepülve a Dunakanyar, Palócföld és az észak-balatoni hegyvidék, Csopak, Szigliget szőlőművelő embereit fotózta, majd festészeti témáival párhuzamosan az ipari munkásság, főleg a kohászat fotózása felé fordult. Utolsó képein, az 1960-as években a természet veszélyeztetett egyedeit, fákat, vizeket, sziklákat ábrázolt.
Pap Gyula fotóművészetét posztumusz egyre növekvő nemzetközi elismerésben részesítik, kiállítások, kiadványok teszik egyre ismertebbé.

## Díjai
- 1961, 1974 • A Munka Érdemrend arany fokozata
- 1972 • A Magyar Köztársaság Érdemes Művésze díj
- 1979 • Bauhaus-emlékérem, Dessau (vagy 1978)
- 1981 • A Magyar Köztársaság Kiváló Művésze díj

## Művei

### Köztéri művei
- Szüret (freskó, 1959, Móricz Zsigmond Gimnázium előcsarnoka, Szentendre)

## Egyéni kiállításai
- 1934 • Frankel Szalon, Budapest
- 1940 • Tamás Galéria, Budapest
- 1947 • Magyar Képzőművészeti Főiskola (gyűjteményes)
- 1956 • Ernst Múzeum, Budapest Dabóczi Mihállyal (katalógussal)
- 1956 • Plaace, Hága
- 1962 • Csók István Galéria, Budapest
- 1968 • Dürer Terem, Budapest
- 1971 • Collegium Hungaricum, Bécs
- 1972 • Műcsarnok, Budapest
- 1975 • Tornyai János Múzeum, Hódmezővásárhely
- 1979 • Magyar Nemzeti Galéria, Budapest (életműkiállítás katalógussal)
- 1979 • Munkácsy Mihály Múzeum, Békéscsaba
- 1981 • Ifjú Gárda Művelődési Ház, Nagy Balogh János Kiállítóterem
- 1981 • Kaesz Gy. Faipari Szakmunkásképző Intézet, Budapest
- 1982 • Budapest Galéria
- 1983 • Haus der Ungarischen Kultur, Berlin (katalógussal)
- 1983 • Városi Képtár, Orosháza
- 1985 • Városi Képtár, Orosháza
- 1986 • Petőfi Sándor Művelődési Központ, Orosháza (emlékkiállítás)
- 1999 • Pap Gyula és a magyar avantgárd, Városi Képtár, Orosháza
- 1999 • Ráday Galéria, Budapest
- 2000 • Pap Gyula, Szombathelyi Képtár, Szombathely
- 2000 • Petőfi Sándor Művelődési Központ, Orosháza
- 2000 • Pap Gyula, a Bauhaus tanítványa, művész és pedagógus, Művészet Malom, Szentendre

## Válogatott csoportos kiállításai
- A 30-as évektől szerepelt néhány Képzőművészek Új Társasága-kiállításon.
- 1947 • Az Alkotás Művészház XXXV. kiállítása
- 1948 • 90 művész kiállítása, Nemzeti Szalon, Budapest
- 1950 • 1. Magyar Képzőművészeti kiállítás, Műcsarnok, Budapest
- 1953 • Békeplakát és ötéves terv grafikai kiállítás, Ernst Múzeum, Budapest
- 1953 • II. Miskolci Grafikai Biennálé, Herman Ottó Múzeum, Miskolc
- 1954 • Nyári Tárlat, Ernst Múzeum, Budapest
- 1952 • 3. Magyar Képzőművészeti kiállítás, Műcsarnok, Budapest
- 1955 • 6. Magyar Képzőművészeti kiállítás, Műcsarnok, Budapest
- 1960 • VI. Országos Képzőművészeti kiállítás, Herman Ottó Múzeum, Miskolc
- 1960 • Dolgozó emberek között, Ernst Múzeum, Budapest
- 1970 • V. Balatoni Nyári Tárlat, Keszthely
- 1977 • Műhelymunkák a weimari Bauhausból 1919-1933, Műcsarnok, Budapest (kat.)
- 1978 • Bauhaus-grafikák, Dessau
- 1978 • Magyar Bauhaus-tagok munkái, Német Demokratikus Köztársaság Kulturális és Tájékoztatási Centrum, Budapest
- 1979 • Revolution und Realizmus, Nationalgalerie, Berlin (kat.)
- 1982 • Kollázs a magyar művészetben, Kassák Lajos Múzeum, Budapest

## Művei közgyűjteményekben
Alkotásai megtalálhatók a Magyar Nemzeti Galériában, a Fővárosi Képtárban, a Kiscelli Múzeumban, a pécsi Janus Pannonius Múzeumban, az orosházi Városi Képtárban, Ausztria Nemzeti Múzeumában, a berlini Bauhausarchivban, a dessaui Bauhaus-zentrumban, a darmstadti Stadelsches Múzeumban, az amsterdami Rijksmuseumban és a weimari Schlossmuseumban.

## Kapcsolódó információk

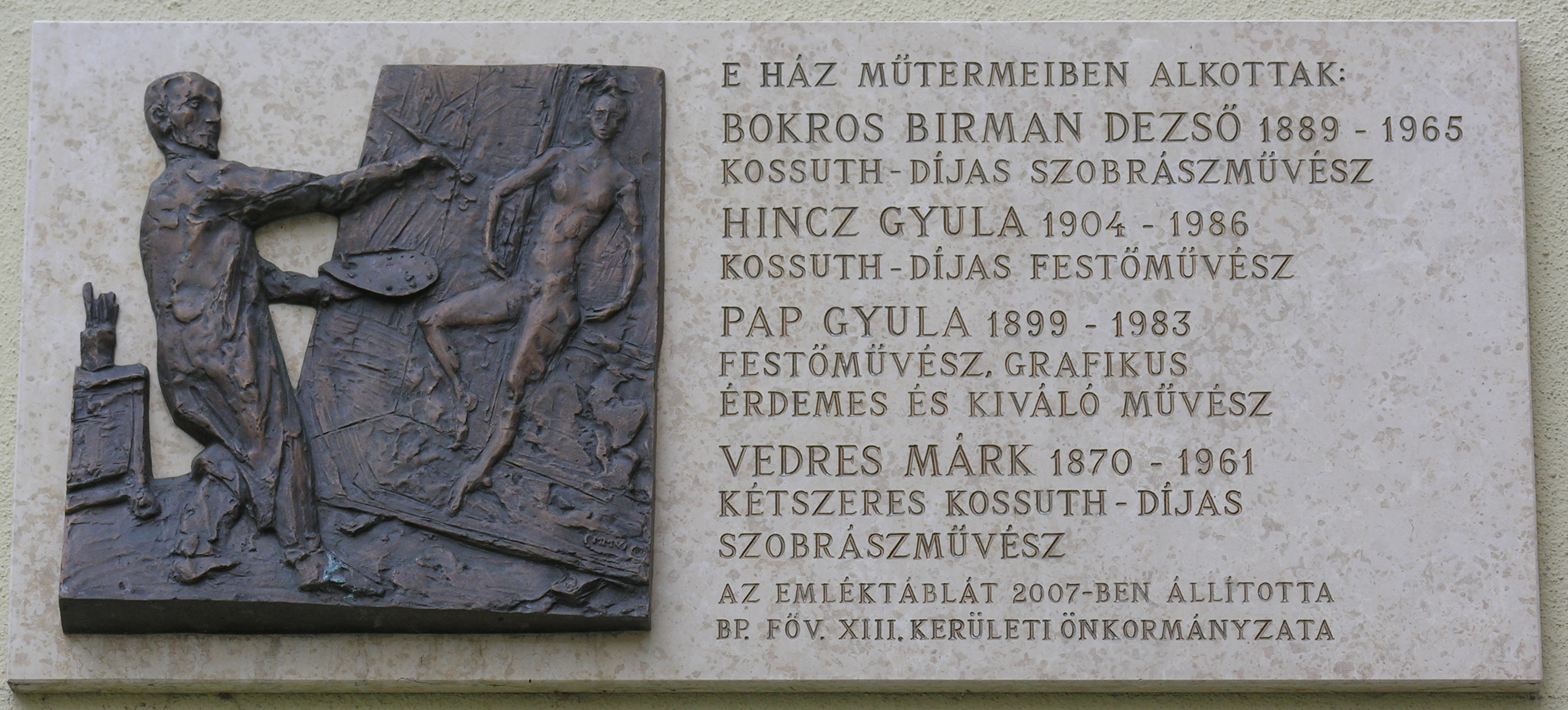
Emléktábla Bokros Birman Dezső, Hincz Gyula, Pap Gyula és Vedres Márk emlékére

- Herbert Bayer – Walter Gropius – Ise Gropius: Bauhaus 1919-1928. London, 1929
- Kállai Ernő: Az új clair-obscur. Pap Gyula képeihez (kat., bev. tan., Budapest, 1934)
- Kállai Ernő: Das neue Helldunkel. Zu den Bildern von Jules Pap. Bratislava, 1934
- Kállai Ernő: Les tableaux de Jules Pap. In: Nouvelle Revue de Hongrie, 1939. május
- Elek A.: Pap Gyula festményei. In: Ujság, 1940. december 1.
- Pogány Ö. Gábor: Pap Gyula művészete (kat., bev. tan., 1956)
- Marosi Ernő: Pap Gyula. In: Művészet, 1961. 8. szám
- Rozgonyi Iván: Beszélgetés Pap Gyulával. In: Művészettörténeti Dokumentációs Központ Közleményei III., 1963
- Ecsery Elemér: Pap Gyula hetvenéves. In: Művészet, 1969. 11. szám
- Eckhard Neumann: Bauhaus and Bauhaus people. New York – Toronto – Melbourne, 1970
- Kerekes L.: Pap Gyula kiállítása a bécsi Collegium Hungaricumban. In: Művészet, 1971/2.
- Haulisch Lenke: Pap Gyula. Budapest, 1974. Művészet kiskönyvtára 97.
- Clarisse, P.: Gipszfej nélkül – a szabadban. A Nagy Balogh János Népi Kollégium és Festőiskola Nagymaroson. In: Művészet, 1977. 7. szám
- Kiállítási katalógus-előszó. Budapest, 1981
- Vadas József: Egy fotós feltámadása. Pap Gyuláról. In: Fotóművészet, 1983. 1. szám
- Haulisch Lenke: Pap Gyula virágai. In: Új Írás, 1984. 10. szám
- Bajkay Éva: Pap Gyula the Last Hungarian Bauhaus Artist. In: New Hungarian Quarterly, 1984. vol. 25. No. 94.
- Ecsery Elemér: Pap Gyula. In: Könyvtáros, 1984. 7. szám
- Dokumentumok Pap Gyula és Johannes Itten levelezéséből (válogatta és bev. Haulisch Lenke.) In: Ars Hungarica, 1988. 2. szám
- Haulisch Lenke: Pap Gyula hozzájárulása a Bauhaus-eszme plasztikai megjelenítéséhez. In: Új Művészet, 1992. 11. szám
- Das Frühe Bauhaus, Katalogbuch anläslich des 75. Gründungsjubiläums des Staatliches Bauhauses in Weimar, Berlin, 1994
- Koós J.: Pap Gyula (1899-1983) festőművészről. In: Művészet és Barátai, 1995. 1-2. szám